# Cryptobatrachus boulengeri
Cryptobatrachus boulengeri é uma espécie de anfíbio da família Hemiphractidae.
É endémica da Colômbia.
Os seus habitats naturais são: regiões subtropicais ou tropicais húmidas de alta altitude e rios.
Está ameaçada por perda de habitat.